# Dieter Brandt
Dieter Brandt (* 17. Februar 1938; † 7. Februar 2017 in Sansibar) war ein deutscher Rechtsanwalt und Büttenredner, der in der Rolle des Till, einer Symbolfigur der Mainzer Fastnacht, breite Bekanntheit erreichte.

## Leben
Brandt studierte Rechtswissenschaften und wurde 1965 mit einer Studie über die Grenzen der persönlichen ärztlichen Haftung nach geltendem Recht und unter Berücksichtigung der Strafrechtsreform promoviert.
Einem breiten überregionalen Publikum wurde er durch seine Tätigkeit im Karneval bekannt. Von den 1960er bis in die 1980er Jahre verkörperte er in der Mainzer Fastnacht den Till, die an Till Eulenspiegel angelehnte Symbolfigur des Mainzer Carneval Clubs. 1988 veröffentlichte er zudem unter dem Titel Till – Es ist nicht leicht, ein Narr zu sein ein Buch, in welchem er seine Erfahrungen mit der Fernsehfastnacht verarbeitete. Nach der Veröffentlichung des Buches war er in der Fernsehfastnacht nicht mehr präsent. Brandt, der zuletzt in Wiesbaden wohnte, starb im Alter von 78 Jahren während eines Urlaubsaufenthaltes in Sansibar.

## Veröffentlichungen
- 1965: Die Grenzen der persönlichen ärztlichen Haftung nach geltendem Recht und unter Berücksichtigung der Strafrechtsreform, Mainz.
- 1988: Till – Es ist nicht leicht, ein Narr zu sein, Stuttgart: Belser.